# Pavel Kohout

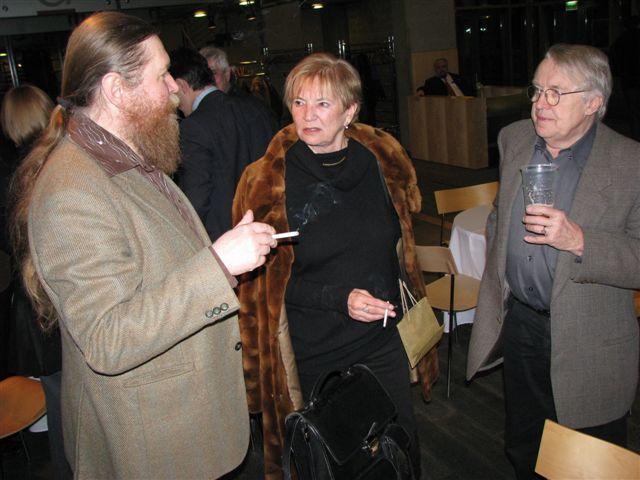
Pavel Kohout, Jelena Mašínová i tłumacz Andrzej Jagodziński (Warszawa, 12 marca 2008)

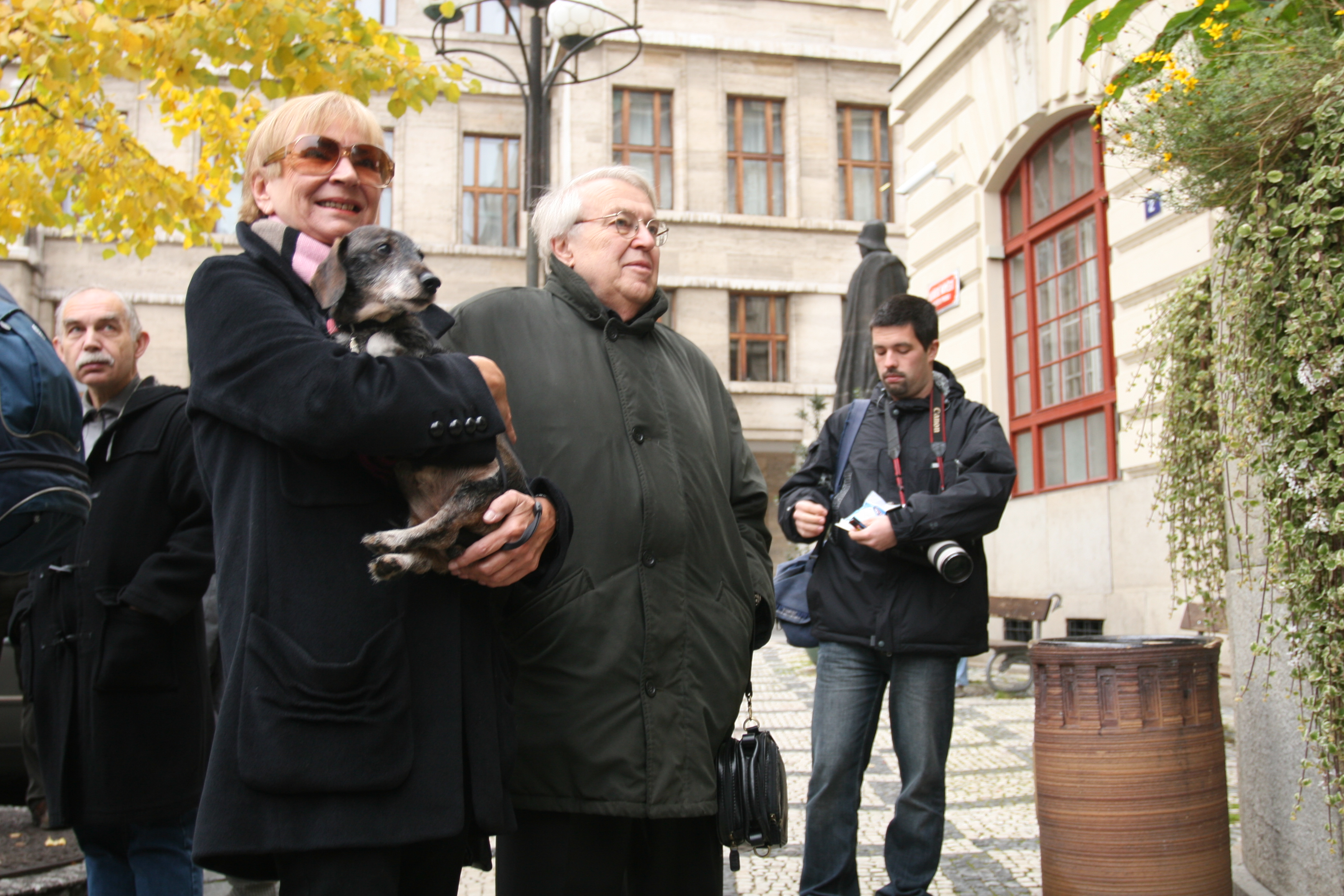
Pavel Kohout i Jelena Mašínová (Praga, 25 października 2007)

Pavel Kohout (ur. 20 lipca 1928 w Pradze) – czeski prozaik, poeta i dramaturg, działacz opozycji demokratycznej, jeden z najbardziej znanych pisarzy czeskich.

## Życiorys
W dzieciństwie mieszkał m.in. w Oświęcimiu, gdzie jego ojciec pracował jako przedstawiciel zakładów motoryzacyjnych „Praga”. Debiutował jako poeta w 1945 r. na łamach pisma „Mladá fronta”. Studiował krótko komparatystykę literacką, estetykę i dramat na Wydziale Humanistycznym Uniwersytetu w Pradze. W 1947 r. rozpoczął pracę w redakcji młodzieżowej Radia Czechosłowackiego. Był w tym czasie aktywistą Związku Młodzieży Czechosłowackiej, później także partii komunistycznej (KPCz). W latach 1949–1950 był drugim attaché kulturalnym w ambasadzie Czechosłowacji w Moskwie. Następnie, w latach 1951–1952 redaktor naczelny czasopisma „Dikobraz”. Od 1952 do 1954 r. odbywał służbę wojskową, będąc redaktorem działu kultury pisma „Československý Voják” („Żołnierz Czechosłowacki”). W 1956 r. był krótko reporterem i komentatorem w telewizji czechosłowackiej, następnie zajął się głównie twórczością literacką. Od 1963 do 1966 r. pracował jako kierownik literacki w praskim teatrze „Divadlo na Vinohradech”.
W 1967 r., po wystąpieniu na IV zjeździe Stowarzyszenia Pisarzy Czechosłowackich (gdzie m.in. odczytał list protestacyjny Aleksandra Sołżenicyna napisany na Zjazd Pisarzy ZSRR), został wraz z innymi pisarzami poddany postępowaniu dyscyplinarnemu. W 1968 r. był jednym z przywódców Praskiej Wiosny. Został usunięty z partii komunistycznej, a jego książki wycofano z księgarń i bibliotek.
W 1977 r. stał się jednym ze współtwórców „Karty 77” – ugrupowania opozycyjnego, walczącego w obronie praw człowieka i demokracji. W 1979 r. otrzymał paszport i wyjechał z żoną do Austrii na zaproszenie kanclerza Brunona Kreiskiego (m.in. reżyserował w wiedeńskim Burgtheater), lecz już bez prawa powrotu do kraju. Pozbawiony również obywatelstwa czechosłowackiego, w 1980 r. przyjął austriackie. Ojczyznę po raz pierwszy odwiedził dopiero w 1989 r.
W latach 70. i 80. wydawał opowiadania i eseje w krajowym drugim obiegu (samizdat) i za granicą. W 1976 r. na Broadwayu odbyła się premiera jego najbardziej znanej sztuki pt. Ubohý vrah (Biedny morderca). W 1988 r. na podstawie jego sztuki Marie zápasí s anděly (Maria walczy z aniołami) powstał film w reż. G. Albertazziego pt. Andělé moci (Anioły władzy). Pisarz reżyserował własne sztuki, a także dramaty innych autorów (m.in. Rewizor Nikołaja Gogola, Wiedeń 1979). Był też reżyserem filmowym (m.in. twórcą Sedm zabitých – Siedmiu zabitych, 1965, wspólny scenariusz z Jeleną Mašínovą; Svatba s podmínkou, 1965; Ucho, spektakl teatru telewizji ZDF/ORF 1983 według tekstu J. Procházki).
Wyróżnienia i nagrody: Wielka Austriackia Nagroda Państwowa za Literaturę Europejską (Großer Österreichischer Staatspreis für Europäische Literatur). Członek Niemieckiej Akademii Języka i Dzieła.
Tworzy w języku czeskim i niemieckim. Na polski tłumaczony przez Leszka Engelkinga (dla pisma „Literatura na Świecie”), Andrzeja Jagodzińskiego, Krystynę Krauze, Małgorzatę Łukasiewicz (z j. niem.), Czesława Sojeckiego i Józefa Waczkowa.
W Polsce po 1989 r. ukazała się jedna z jego powieści (Kacica) i wybór dramatów, fragmenty jego twórczości publikowała też „Literatura na Świecie”. W latach 60. grano w teatrach Warszawy (Klasyczny), Łodzi, Radomia, Zielonej Góry i Jeleniej Góry dwie sztuki Kohouta: Miłość (Taková láska) i W 80 dni dookoła świata (obie w przekładzie Czesława Sojeckiego). Po 1989 r. wystawiane były: Wojna na trzecim piętrze (Teatr Montownia w Warszawie, premiera 10 listopada 2006 r., reż. Paweł Aigner, muz. Zygmunt Konieczny), Cyjanek o piątej (Teatr Polski w Warszawie, premiera 10 marca 2007 r., oprac. i reż. Dorota Ignatjew; także spektakl Teatru TVP, premiera 16 maja 2005 r., reż. Andrzej Titkow), Bolero Artura (Teatr im. Stefana Żeromskiego w Kielcach, premiera 12 stycznia 2008 r., reż. Piotr Szczerski).
Kohout był trzykrotnie żonaty (obecnie z czeską pisarką i scenarzystką Jeleną Mašínovą). Jego syn Ondřej Kohout jest artystą plastykiem, córka – Tereza Boučkova – pisarką. Mieszka w Pradze i Wiedniu.

## Twórczość

### Poezje
- Verše a písně (1952)
- Čas lásky a boje (1954)

### Dramaty
- Volá Barcelona (1946)
- Dobrá píseň (1952)
- Zářijové noci (1955; adaptacja filmowa w 1957)
- Chudáček (1956; z zakazem wystawiania przed premierą)
- Sbohem, smutku (1957)
- Taková láska (1957)
- Říkali mi soudruhu (1960)
- Třetí sestra (1960)
- Cesta kolem světa za 80 dní (na motywach powieści Juliusza Verne’a; 1962)
- Dvanáct (1963)
- Josef Švejk (1963; na podstawie książki Jaroslava Haška)
- Válka s mloky (1963; adaptacja teatralna książki Karela Čapka Války s mloky)
- Vzpomínka na Biskaj (1965)
- August August, august (1967)
- Briefe über die Grenze (1968)
- Nenávist v prosinci (1968)
- Aksál (1969)
- Válka ve třetím poschodí (1970)
- Pech pod střechou (1972)
- Ubohý vrah (na motywach opowiadania „Rozum” Leonida Andrejewa; 1972; premiera w 1976 na Broadwayu)
- Amerika (1973; adaptacja teatralna powieści Franza Kafki; wespół z Ivanem Klímą)
- Požár v suterénu (1973)
- Život v tichém domě (1974)
- Rr (napisana korespondencyjnie z Václavem Havlem, pod ps. „Pavel Havel”)
- Ruleta (na motywach opowiadania „Tma” Leonida Andrejewa; 1976)
- Atest (1979)
- Marie zápasí s anděly (1981; jednoaktówka o życiu czeskiej aktorki Vlasty Chramostovéj)
- Marast (1982)
- Ecce Constantia! (1988)
- Fool’s Mate (1990; prapremiera w New End w Londynie)
- Kyanid o páté (1996)
- Šest a sex (1998)
- Fire In The Basement (1998; prapremiera w Traverse Theatre w Edynburgu)
- Arthurovo bolero (2004)
- Psía matka (2006; adaptacja powieści Pavlosa Matetisa)

### Powieści
- Z deníku kontrarevolucionáře (1969; debiut prozatorski, pierwsze wydanie w Szwajcarii, w Czechach publikowana dopiero w 1997)
- Bílá kniha o kauze Adam Juráček, profesor tělocviku a kreslení na Pedagogické škole v K., kontra sir Isaac Newton, profesor fyziky na univerzitě v Cambridge – podle dobových materiálů rekonstruoval a nejzajímavějšími dokumenty doplnil P. K. (II obieg wydawniczy [samizdat]; 1970)
- Katyně (1970)
- Nápady svaté Kláry (1982)
- Kde je zakopán pes (1987)
- Hodina tance a lásky (1989; adaptacja filmowa w reż. Viktora Polesnego, 2003)
- Konec velkých prázdnin (1991)
- Pat aneb Hra králů (1991)
- Sněžím (1992)
- Klaun (1994; wraz z Michalem Pavlíčkem)
- Hvězdná hodina vrahů (1995)
- Ta dlouhá vlna za kýlem (2000)

### Wydane w języku polskim
- Degrengolada (II obieg wydawniczy; tłum. Andrzej Sławomir Jagodziński; Przedświt 1988)
- Z dziennika kontrrewolucjonisty (tłum. z niem. Gabriel Winkler; Volumen 1990)
- Kacica (tłum. Józef Waczków; Muza 1995, ISBN 83-7079-340-1)
- W roli głównej Ferdynand Waniek. Antologia sztuk czeskich dysydentów (autorzy: Václav Havel, Pavel Kohout, Pavel Landovský, Jiří Dienstbier, wstęp: Lenka Jungmannová; Oficyna Wydawnicza ATUT 2008, ISBN 978-83-7432-238-6; zawiera dramaty Kohouta: Atest, Degrengolada i Safari w tłum. Małgorzaty Łukasiewicz – z jęz. niem., i Andrzeja Jagodzińskiego – z jęz. czeskiego)
- Sześć utworów scenicznych (tłum. Krystyna Krauze; Agencja Dramatu i Teatru „Adit” 2008, ISBN 978-83-60699-04-1; zawiera dramaty: Klaun, Wojna na trzecim piętrze, Biedny morderca, Maria walczy z aniołami, Cyjanek o piątej, Bolero Artura)